# 加利西亞山脈
加利西亞山脈（西班牙語：Macizo Galaico-Leonés），是西班牙的山脈，位於該國西北部加利西亞，處於伊比利亞半島西北端，最高點是海拔高度2,127米的特雷溫卡山，該山脈在古生代時期形成。

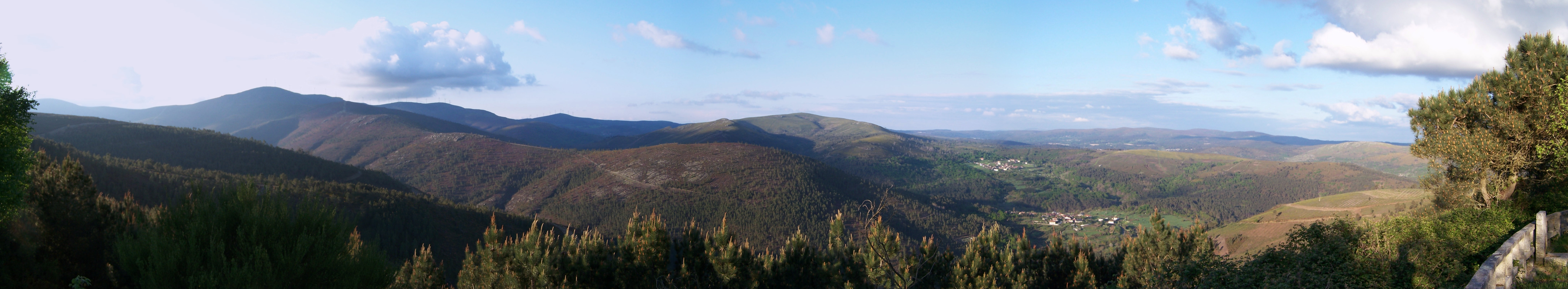

- File:Pico Sacro Galicia 001.jpg
- File:Serra do Faro de Avión.jpg